# 1549 en musique classique
| \| • Retour à la chronologie générale de la musique classique • \| |
| Grèce • Rome • Haut Moyen Âge • VIIIe siècle • IXe siècle • Xe siècle • XIe siècle XIIe siècle • XIIIe siècle • XIVe siècle • XVe siècle • XVIe siècle • XVIIe siècle XVIIIe siècle • XIXe siècle • XXe siècle • XXIe siècle |
| • Retour à la chronologie générale de la musique classique • |

| Années en musique classique : 1546 - 1547 - 1548 - 1549 - 1550 - 1551 - 1552    |
| Décennies en musique classique : 1510 - 1520 - 1530 - 1540 - 1550 - 1560 - 1570 |

## Naissances
- 4 février : Eustache du Caurroy, compositeur français († 7 août 1609).
- Francesco Soriano, compositeur italien († 1621).
- vers 1549 : Ippolito Fiorini, compositeur, luthiste et maître de chapelle italien († 1621).

## Décès
- Ulrich Lange, compositeur allemand et Thomaskantor.